# Kasjan (Jarosławski)
Kasjan, imię świeckie Siergiej Jarosławski (ur. 11 sierpnia?/23 sierpnia 1899 w Zołotoruczu, zm. 20 marca 1990) – rosyjski biskup prawosławny.

## Życiorys
W 1915 wstąpił do seminarium duchownego w Kaszynie, jednak porzucił naukę w nim po trzecim roku i podjął studia na wydziale prawa uniwersytetu w Jarosławiu. Zmobilizowany w 1919, walczył w rosyjskiej wojnie domowej do 1920, gdy z powodu złego stanu zdrowia umożliwiono mu przejście do służby cywilnej. W latach 1920–1922 ukończył kursy teologiczne w Ugliczu, przygotowujące do przyjęcia święceń kapłańskich, co Siergiej Jarosławski uczynił 14 sierpnia 1923. Został wówczas proboszczem parafii św. Mikołaja w Ugliczu. W latach 20. i 30. był represjonowany z powodu wykonywania posługi duszpasterskiej, był więźniem łagrów Od 1941 do 1948 sprawował posługę duszpasterską w różnych cerkwiach w Ugliczu i rejonie uglickim.
W 1948 złożył wieczyste śluby zakonne, przyjmując imię mnisze Kasjan, zaś w 1949 został podniesiony do godności igumena. W trybie zaocznym ukończył seminarium duchowne w Leningradzie i w 1958 uzyskał tytuł kandydata nauk teologicznych w Leningradzkiej Akademii Duchownej. Od 1956 był dziekanem dekanatu uglickiego, zaś w 1961 otrzymał godność archimandryty.
26 marca tego samego roku w Moskwie miała miejsce jego chirotonia na biskupa uglickiego, wikariusza eparchii jarosławskiej. Jako konsekratorzy wzięli w niej udział patriarcha moskiewski i całej Rusi Aleksy I, metropolita kruticki i kołomieński Pitirim, arcybiskup krasnodarski i kubański Wiktor, emerytowany biskup Arseniusz (Kryłow) oraz biskup jarosławski Nikodem. Od 1963 był biskupem nowosybirskim i barnaułskim, zaś od 1964 do odejścia w stan spoczynku w 1988 – kostromskim i galickim. Zmarł w 1990.